# Wellington (Południowa Afryka)

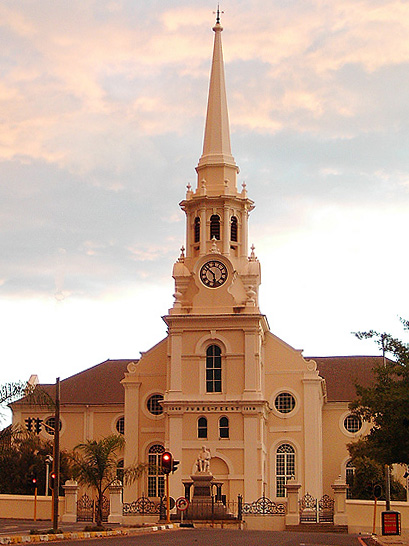
Kościół w Wellington położony przy Church Street

Wellington – miejscowość w prowincji Przylądkowej Zachodniej w Republice Południowej Afryki.  Miejscowość zamieszkuje ok. 58 tys. osób.  Ekonomia opiera się na produkcji wina, winogron stołowych, owoców cytrusowych i brandy.